# 1786 w polityce

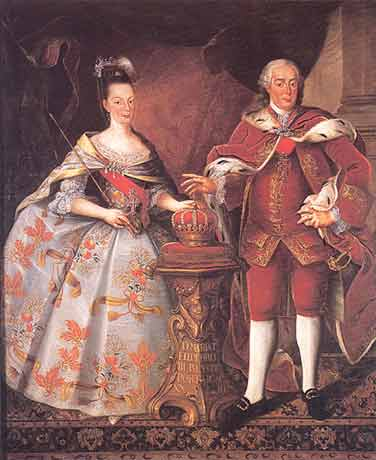
Piotr III z żoną

Wydarzenia polityczne w 1786 roku.

## Zmarli
- Piotr III, król Portugalii[1].